# Takahiro Haruta
Takahiro Haruta (春田崇博?, Haruta Takahiro; 7 agosto 1984) è un giocatore di football americano giapponese, che gioca come tight end per i Fujitsu Frontiers.